# ヴェレスの書

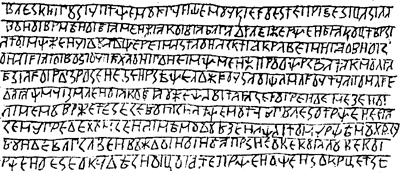
原本

ヴェレスの書 (ヴェレスのしょ、露: Велесова книга)は、9世紀の古代スラヴ民族の詩集と主張される文書。古史古伝と似ている点が多い。ヴェレスを中心とする多神教の記述と、紀元前10世紀から9世紀までの歴史も含まれる。現代スラヴのネオペイガニズムによく使用されている。一般には学問的な研究家らからは偽書とされている。
再発見者のY・P・ミロリューボフによると、1919年に怪奇な文字の文書を発見した、白軍のある中尉が、この「ヴェレスの書」をベオグラードに持ってきた。1925年、ミロリューボフが原本をもらってコピーをした。ナチスが侵略した際、原本がなくなったが、ミロリューボフはアメリカに逃げて、1957年にヴェレスの書が出版された。
古東スラヴ語により書かれていると主張されているが、中世と近代の言葉も入っているため、研究家によると、50年代の偽書、または異説で、19世紀の偽書であるとされている。